# 2027年の鉄道
2027年の鉄道（2027ねんのてつどう）とは、2027年（令和9年）に予定される鉄道関係の出来事や予定をまとめたページである。
2026年の鉄道 - 2027年の鉄道 - 2028年の鉄道

## 鉄道車両

### 運転開始・運転終了・さよなら運転
- 春
  -  阪神電気鉄道
    - （運転開始） 3000系[1]

  -  嵯峨野観光鉄道
    - （運転開始） 形式未定[2]
- 未定
  -  西日本旅客鉄道
    - （運転終了） 500系[3]
    - （運転終了） 923形 (ドクターイエロー)[4]

  -  東武鉄道
    - （運転開始）形式未定[5]

### 新系列・新形式
- 東武鉄道
  - 形式未定
- 阪神電気鉄道
  - 3000系
- 嵯峨野観光鉄道
  - 形式未定